# Skilanglauf-Weltcup 2003/04
Der Skilanglauf-Weltcup 2003/04 begann am 25. Oktober 2003 in Düsseldorf und endete am 14. März 2004 in Pragelato.
Den Gesamtweltcup bei den Damen gewann die Italienerin Gabriella Paruzzi, die nach Manuela Di Centas Siegen von 1994 und 1996 die zweite italienische Athletin war, die die Weltcupgesamtwertung gewinnen konnte. Paruzzi sicherte sich den Sieg durch kontinuierliche Top-Ten-Resultate während der gesamten Saison, darunter drei Siege und drei zweite Plätze. Der zweite Platz ging an die norwegische Sprintspezialisten Marit Bjørgen, die durch fünf Siege bei den letzten zehn Saisonrennen, die Ukrainerin Walentyna Schewtschenko auf den dritten Platz verdrängen konnte. Schewtschenko sicherte sich jedoch die kleine Kristallkugel für die Gesamtwertung der Distanzwettbewerbe vor Paruzzi und der Estin Kristina Šmigun. Die Sprintwettbewerbe wurden von Marit Bjørgen dominiert, die sieben von acht Wettbewerben für sich entscheiden konnte. Sie siegte in der Gesamtwertung der Sprintwettbewerbe vor Gabriella Paruzzi, die weniger als 50 Prozent der von Bjørgen gewonnenen Punkte aufweisen konnte. Der dritte Platz ging an die Schwedin Anna Dahlberg.
Bei den Herren ging der Gesamtsieg an René Sommerfeldt und somit erstmals in der Geschichte des Skilanglauf-Weltcups an einen deutschen Athleten. Sommerfeldt, der zwei Saisonrennen für sich entschied und weitere fünf Podiumsplatzierungen erkämpfen konnte, gewann mit deutlichem Vorsprung von 350 Punkten vor dem Vorjahressieger Mathias Fredriksson. Den dritten Platz belegte der Norweger Jens Arne Svartedal. Der Sieg in der Wertung der Distanzwettbewerbe ging ebenfalls an René Sommerfeldt. Die Plätze zwei und drei belegten Mathias Fredriksson und der norwegische Athlet Frode Estil. Die kleine Kristallkugel für den Gesamtsieg der Sprintwettbewerbe konnte der Vorjahressieger Thobias Fredriksson  in Empfang nehmen. Mit zwei Saisonsiegen setzte er sich vor den Norwegern Jens Arne Svartedal und Håvard Bjerkeli durch.
Sowohl die norwegischen Herren als auch die norwegischen Damen sicherten sich souverän die Nationenwertung, so dass der Nationencup erneut von Norwegen mit einem deutlichen Vorsprung von über 2000 Punkten vor Deutschland und Italien gewonnen wurde.

## Männer

### Podestplätze
| Datum      | Austragungsort                    | Disziplin                   | Sieger                                                                               | Zweiter                                                                         | Dritter                                                                   | Gelbes Trikot                       |
| ---------- | --------------------------------- | --------------------------- | ------------------------------------------------------------------------------------ | ------------------------------------------------------------------------------- | ------------------------------------------------------------------------- | ----------------------------------- |
| 25.10.2003 | Düsseldorf                        | Sprint Freistil             | Peter Larsson                                                                        | Martin Koukal                                                                   | Thobias Fredriksson                                                       | Peter Larsson                       |
| 26.10.2003 | Düsseldorf                        | Teamsprint Freistil         | Schweden IPeter Larsson Thobias Fredriksson                                          | Deutschland IAxel Teichmann Tobias Angerer                                      | Norwegen IITor Arne Hetland Håvard Bjerkeli                               | Peter Larsson                       |
| 22.11.2003 | Beitostølen                       | 15 km Freistil              | Pietro Piller Cottrer                                                                | Tore Ruud Hofstad                                                               | Axel Teichmann                                                            | Peter Larsson Pietro Piller Cottrer |
| 23.11.2003 | Beitostølen                       | 4 × 10 km Staffel           | DeutschlandJens Filbrich Axel Teichmann René Sommerfeldt Tobias Angerer              | Norwegen IJens Arne Svartedal Odd-Bjørn Hjelmeset Lars Berger Tore Ruud Hofstad | Norwegen IIFrode Estil Tore Bjonviken Frode Andresen Ole Einar Bjørndalen | Peter Larsson Pietro Piller Cottrer |
| 28.11.2003 | Kuusamo                           | 15 km klassisch             | Anders Aukland                                                                       | Jens Arne Svartedal                                                             | Anders Södergren                                                          | Jens Arne Svartedal                 |
| 30.11.2003 | Kuusamo                           | 30 km Skiathlon             | Axel Teichmann                                                                       | Anders Södergren                                                                | René Sommerfeldt                                                          | Axel Teichmann                      |
| 06.12.2003 | Toblach                           | 30 km Freistil Massenstart  | Mathias Fredriksson                                                                  | René Sommerfeldt                                                                | Kristen Skjeldal                                                          | Mathias Fredriksson                 |
| 07.12.2003 | Toblach                           | Teamsprint Freistil         | Norwegen ITor Arne Hetland Håvard Bjerkeli                                           | Schweden IPeter Larsson Thobias Fredriksson                                     | Norwegen IIHåvard Solbakken John Kristian Dahl                            | Mathias Fredriksson                 |
| 13.12.2003 | Davos                             | 15 km klassisch             | Andrus Veerpalu                                                                      | Nikolai Pankratow                                                               | Anders Södergren                                                          | René Sommerfeldt                    |
| 14.12.2003 | Davos                             | 4 × 10 km Staffel           | Norwegen IAnders Aukland Frode Estil Kristen Skjeldal Tor Arne Hetland               | DeutschlandJens Filbrich Andreas Schlütter René Sommerfeldt Tobias Angerer      | SchwedenMartin Larsson Mats Larsson Johan Olsson Anders Högberg           | René Sommerfeldt                    |
| 16.12.2003 | Val di Fiemme (Ersatz für Asiago) | Sprint klassisch            | Jens Arne Svartedal                                                                  | John Kristian Dahl                                                              | Andrus Veerpalu                                                           | Axel Teichmann                      |
| 20.12.2003 | Ramsau                            | 30 km Skiathlon             | Mathias Fredriksson                                                                  | René Sommerfeldt                                                                | Anders Södergren                                                          | Mathias Fredriksson                 |
| 21.12.2003 | Ramsau                            | 10 km Freistil              | Christian Hoffmann                                                                   | Tobias Angerer                                                                  | Axel Teichmann                                                            | René Sommerfeldt                    |
| 06.01.2004 | Falun                             | 30 km Skiathlon             | Tobias Angerer                                                                       | Pietro Piller Cottrer                                                           | René Sommerfeldt                                                          | René Sommerfeldt                    |
| 10.01.2004 | Otepää                            | 30 km klassisch Massenstart | Frode Estil                                                                          | Anders Aukland                                                                  | Iwan Alypow                                                               | René Sommerfeldt                    |
| 11.01.2004 | Otepää                            | 4 × 10 km Staffel           | DeutschlandAndreas Schlütter Jens Filbrich Axel Teichmann Tobias Angerer             | Italien IBruno Carrara Valerio Checchi Pietro Piller Cottrer Fulvio Valbusa     | Russland INikolai Pankratow Michail Iwanow Iwan Alypow Wladimir Wilissow  | René Sommerfeldt                    |
| 17.01.2004 | Nové Město                        | 15 km klassisch             | Andrus Veerpalu                                                                      | Frode Estil                                                                     | Jaak Mae                                                                  | René Sommerfeldt                    |
| 18.01.2004 | Nové Město                        | Sprint Freistil             | Thobias Fredriksson                                                                  | Peter Larsson                                                                   | Håvard Bjerkeli                                                           | René Sommerfeldt                    |
| 25.01.2004 | Val di Fiemme                     | 70 km klassisch Massenstart | Anders Aukland                                                                       | Giorgio Di Centa                                                                | Jørgen Aukland                                                            | René Sommerfeldt                    |
| 06.02.2004 | La Clusaz                         | 15 km Freistil              | Fulvio Valbusa                                                                       | Vincent Vittoz                                                                  | Christian Hoffmann                                                        | René Sommerfeldt                    |
| 07.02.2004 | La Clusaz                         | 4 × 10 km Staffel           | Frankreich IAlexandre Rousselet Christophe Perrillat Vincent Vittoz Emmanuel Jonnier | DeutschlandJens Filbrich Axel Teichmann René Sommerfeldt Tobias Angerer         | RusslandNikolai Pankratow Michail Iwanow Jewgeni Dementjew Sergei Nowikow | René Sommerfeldt                    |
| 13.02.2004 | Oberstdorf                        | 30 km Skiathlon             | René Sommerfeldt                                                                     | Reto Burgermeister                                                              | Lukáš Bauer                                                               | René Sommerfeldt                    |
| 15.02.2004 | Oberstdorf                        | Teamsprint Freistil         | Deutschland IIJens Filbrich Axel Teichmann                                           | Russland IIwan Alypow Wassili Rotschew                                          | Deutschland IRené Sommerfeldt Tobias Angerer                              | René Sommerfeldt                    |
| 18.02.2004 | Stockholm                         | Sprint klassisch            | Jens Arne Svartedal                                                                  | John Kristian Dahl                                                              | Odd-Bjørn Hjelmeset                                                       | René Sommerfeldt                    |
| 21.02.2004 | Umeå                              | 15 km klassisch             | Mathias Fredriksson                                                                  | Jewgeni Dementjew                                                               | Jaak Mae                                                                  | René Sommerfeldt                    |
| 22.02.2004 | Umeå                              | 4 × 10 km Staffel           | DeutschlandFranz Göring Andreas Schlütter Jens Filbrich Axel Teichmann               | Norwegen IOdd-Bjørn Hjelmeset Frode Estil Kristen Skjeldal Tore Ruud Hofstad    | Schweden Mats Larsson Jörgen Brink Anders Högberg Mathias Fredriksson     | René Sommerfeldt                    |
| 24.02.2004 | Trondheim (Ersatz für Linz)       | Sprint Freistil             | Janusz Krężelok                                                                      | Thobias Fredriksson                                                             | Anders Högberg                                                            | René Sommerfeldt                    |
| 26.02.2004 | Drammen                           | Sprint klassisch            | Håvard Bjerkeli                                                                      | Tor Arne Hetland                                                                | Anders Högberg                                                            | René Sommerfeldt                    |
| 28.02.2004 | Oslo                              | 50 km Freistil              | René Sommerfeldt                                                                     | Fulvio Valbusa                                                                  | Lukáš Bauer                                                               | René Sommerfeldt                    |
| 05.03.2004 | Lahti                             | Sprint Freistil             | Thobias Fredriksson                                                                  | Mikael Östberg                                                                  | Jörgen Brink                                                              | René Sommerfeldt                    |
| 06.03.2004 | Lahti                             | Teamsprint klassisch        | Russland INikolai Pankratow Wassili Rotschew                                         | Schweden IIMats Larsson Björn Lind                                              | Norwegen IOdd-Bjørn Hjelmeset Jens Arne Svartedal                         | René Sommerfeldt                    |
| 07.03.2004 | Lahti                             | 15 km klassisch             | Frode Estil                                                                          | Jaak Mae                                                                        | Andrus Veerpalu                                                           | René Sommerfeldt                    |
| 12.03.2004 | Pragelato                         | Sprint Freistil             | Freddy Schwienbacher                                                                 | Jens Arne Svartedal                                                             | Børre Næss                                                                | René Sommerfeldt                    |
| 14.03.2004 | Pragelato                         | 30 km Freistil              | Christian Hoffmann                                                                   | René Sommerfeldt                                                                | Thomas Moriggl                                                            | René Sommerfeldt                    |

### Verlauf Disziplinweltcups

#### Sprint
| Datum      | Ort           | Disziplin        | Rennsieger           | Rotes Trikot        |
| ---------- | ------------- | ---------------- | -------------------- | ------------------- |
| 25.10.2003 | Düsseldorf    | Sprint Freistil  | Peter Larsson        | Peter Larsson       |
| 16.12.2003 | Val di Fiemme | Sprint klassisch | Jens Arne Svartedal  | Jens Arne Svartedal |
| 18.01.2004 | Nové Město    | Sprint Freistil  | Thobias Fredriksson  | Peter Larsson       |
| 18.02.2004 | Stockholm     | Sprint klassisch | Jens Arne Svartedal  | Jens Arne Svartedal |
| 24.02.2004 | Trondheim     | Sprint Freistil  | Janusz Krężelok      | Thobias Fredriksson |
| 26.02.2004 | Drammen       | Sprint klassisch | Håvard Bjerkeli      | Thobias Fredriksson |
| 05.03.2004 | Lahti         | Sprint Freistil  | Thobias Fredriksson  | Thobias Fredriksson |
| 12.03.2004 | Pragelato     | Sprint Freistil  | Freddy Schwienbacher | Thobias Fredriksson |

#### Distanz
| Datum      | Ort           | Disziplin                   | Rennsieger            | Rotes Trikot          |
| ---------- | ------------- | --------------------------- | --------------------- | --------------------- |
| 22.11.2003 | Beitostølen   | 15 km Freistil              | Pietro Piller Cottrer | Pietro Piller Cottrer |
| 28.11.2003 | Kuusamo       | 15 km klassisch             | Anders Aukland        | Pietro Piller Cottrer |
| 30.11.2003 | Kuusamo       | 30 km Skiathlon             | Axel Teichmann        | Axel Teichmann        |
| 06.12.2003 | Toblach       | 30 km Freistil Massenstart  | Mathias Fredriksson   | René Sommerfeldt      |
| 13.12.2003 | Davos         | 15 km klassisch             | Andrus Veerpalu       | René Sommerfeldt      |
| 20.12.2003 | Ramsau        | 30 km Skiathlon             | Mathias Fredriksson   | René Sommerfeldt      |
| 21.12.2003 | Ramsau        | 10 km Freistil              | Christian Hoffmann    | René Sommerfeldt      |
| 06.01.2004 | Falun         | 30 km Skiathlon             | Tobias Angerer        | René Sommerfeldt      |
| 10.01.2004 | Otepää        | 30 km klassisch Massenstart | Frode Estil           | René Sommerfeldt      |
| 17.01.2004 | Nové Město    | 15 km klassisch             | Andrus Veerpalu       | René Sommerfeldt      |
| 25.01.2004 | Val di Fiemme | 70 km klassisch Massenstart | Anders Aukland        | René Sommerfeldt      |
| 06.02.2004 | La Clusaz     | 15 km Freistil              | Fulvio Valbusa        | René Sommerfeldt      |
| 13.02.2004 | Oberstdorf    | 30 km Skiathlon             | René Sommerfeldt      | René Sommerfeldt      |
| 21.02.2004 | Umeå          | 15 km klassisch             | Mathias Fredriksson   | René Sommerfeldt      |
| 28.02.2004 | Oslo          | 50 km Freistil              | René Sommerfeldt      | René Sommerfeldt      |
| 07.03.2004 | Lahti         | 15 km klassisch             | Frode Estil           | René Sommerfeldt      |
| 14.03.2004 | Pragelato     | 30 km Freistil              | Christian Hoffmann    | René Sommerfeldt      |

### Wertungen
| Rang | Name                  | Punkte |
| ---- | --------------------- | ------ |
| 1    | René Sommerfeldt      | 956    |
| 2    | Mathias Fredriksson   | 606    |
| 3    | Jens Arne Svartedal   | 592    |
| 4    | Tobias Angerer        | 582    |
| 5    | Axel Teichmann        | 575    |
| 6    | Frode Estil           | 558    |
| 7    | Andrus Veerpalu       | 539    |
| 8    | Fulvio Valbusa        | 462    |
| 9    | Thobias Fredriksson   | 436    |
| 10   | Anders Södergren      | 434    |
| 11.  | Lukáš Bauer           | 420    |
| 12.  | Pietro Piller Cottrer | 411    |
| 13.  | Anders Aukland        | 404    |
| 14.  | Tor Arne Hetland      | 372    |
| 15.  | Kristen Skjeldal      | 367    |
| 16.  | Jens Filbrich         | 358    |
| 17.  | Jaak Mae              | 339    |
| 18.  | Håvard Bjerkeli       | 337    |
| 19.  | Vincent Vittoz        | 337    |
| 20.  | Nikolai Pankratow     | 288    |
| 21.  | Peter Larsson         | 270    |
| 22.  | Jörgen Brink          | 270    |
| 23.  | Giorgio Di Centa      | 266    |
| 24.  | Christian Hoffmann    | 260    |
| 25.  | Andreas Schlütter     | 243    |
| 26.  | John Kristian Dahl    | 237    |
| 27.  | Janusz Krężelok       | 226    |
| 28.  | Fabio Santus          | 215    |
| 29.  | Björn Lind            | 211    |
| 30.  | Anders Högberg        | 207    |
| 31.  | Reto Burgermeister    | 205    |
| 32.  | Wassili Rotschew      | 200    |
| 33.  | Jewgeni Dementjew     | 184    |
| 34.  | Freddy Schwienbacher  | 173    |
| 35.  | Odd-Bjørn Hjelmeset   | 172    |
| 36.  | Tore Ruud Hofstad     | 169    |
| 37.  | Michail Botwinow      | 164    |
| 38.  | Renato Pasini         | 161    |
| 39.  | Mikael Östberg        | 159    |
| 40.  | Trond Iversen         | 147    |
| 41.  | Iwan Alypow           | 144    |
| 42.  | Martin Bajcicak       | 144    |
| 43.  | Sergei Nowikow        | 142    |
| 44.  | Kris Freeman          | 141    |
| 45.  | Michail Iwanow        | 140    |
| 46.  | Valerio Checchi       | 137    |
| 47.  | Wladimir Wilissow     | 132    |
| 48.  | Martin Koukal         | 116    |
| 49.  | Trond Einar Elden     | 109    |
| 50.  | Jiří Magál            | 108    |
| 51.  | Markus Hasler         | 105    |

| Rang | Name                 | Punkte |
| ---- | -------------------- | ------ |
| 52.  | Børre Næss           | 104    |
| 53.  | Eldar Rønning        | 102    |
| 54.  | Bruno Debertolis     | 100    |
| 55.  | Mats Larsson         | 94     |
| 56.  | Emmanuel Jonnier     | 81     |
| 57.  | Cristian Zorzi       | 74     |
| 58.  | Yūichi Onda          | 72     |
| 59.  | Nikolai Tschebotko   | 71     |
| 60.  | Roman Leybyuk        | 70     |
| 61.  | Lauri Pyykönen       | 70     |
| 62.  | Andrei Golowko       | 69     |
| 63.  | Cristian Saracco     | 67     |
| 64.  | Carl Swenson         | 64     |
| 65.  | Sjarhej Dalidowitsch | 62     |
| 66.  | Thomas Moriggl       | 60     |
| 67.  | Jørgen Aukland       | 60     |
| 68.  | Dirk Klessen         | 60     |
| 69.  | Florian Kostner      | 58     |
| 70.  | Gianantonio Zanetel  | 57     |
| 71.  | Erkki Jallai         | 57     |
| 72.  | Bruno Carrara        | 56     |
| 73.  | Ari Palolahti        | 50     |
| 74.  | Raman Wiralajnen     | 49     |
| 75.  | Tore Bjonviken       | 49     |
| 76.  | Johannes Bredl       | 45     |
| 77.  | Krister Trondsen     | 44     |
| 78.  | Johan Olsson         | 41     |
| 79.  | Peter von Allmen     | 40     |
| 80.  | Christophe Perrillat | 38     |
| 81.  | Lars Berger          | 36     |
| 82.  | Martin Tauber        | 35     |
| 83.  | Alexander Legkow     | 33     |
| 84.  | Raul Olle            | 32     |
| 85.  | Artem Norin          | 32     |
| 86.  | Keijo Kurttila       | 32     |
| 87.  | Maciej Kreczmer      | 31     |
| 88.  | Loris Frasnelli      | 29     |
| 89.  | Fredrik Östberg      | 29     |
| 90.  | Jirka Ilomäki        | 29     |
| 91.  | Priit Narusk         | 29     |
| 92.  | Toni Lang            | 26     |
| 93.  | Mattias Svahn        | 26     |
| 94.  | Håvard Solbakken     | 26     |
| 95.  | Peter Eden           | 24     |
| 96.  | Silvio Fauner        | 24     |
| 97.  | Andreas Domeij       | 23     |
| 98.  | Andrey Noutrikhin    | 23     |
| 99.  | Olli Ohtonen         | 23     |
| 100. | Torin Koos           | 23     |
| 101. | Egon Hofmann         | 22     |
| 102. | Andrew Newell        | 22     |

| Rang | Name                    | Punkte |
| ---- | ----------------------- | ------ |
| 103. | Ivan Batory             | 22     |
| 104. | Pierluigi Costantin     | 22     |
| 105. | Arve Skaaren            | 22     |
| 106. | Maxim Odnodworzew       | 22     |
| 107. | Jan Egil Andresen       | 21     |
| 108. | Ole Einar Bjørndalen    | 20     |
| 109. | Katsuhito Ebisawa       | 19     |
| 110. | Frode Andresen          | 18     |
| 110. | Daniel Tynell           | 18     |
| 112. | Juan Jesús Gutiérrez    | 17     |
| 113. | Petr Michl              | 17     |
| 114. | Petter Myhlback         | 17     |
| 115. | Jerry Ahrlin            | 16     |
| 116. | Arnstein Finstad        | 16     |
| 117. | Gion Andrea Bundi       | 16     |
| 118. | Mitsuo Horigome         | 15     |
| 119. | Jari Isometsä           | 15     |
| 120. | Roberto De Zolt Ponte   | 15     |
| 121. | Martin Larsson          | 15     |
| 122. | Anders Hallingstad      | 14     |
| 123. | Wilhelm Aschwanden      | 13     |
| 124. | Dmitriy Liashenko       | 13     |
| 125. | Geir Ludvig Aasen Ouren | 13     |
| 126. | Stanislav Řezáč         | 12     |
| 127. | Alexandre Rousselet     | 11     |
| 128. | Karri Hietamäki         | 11     |
| 129. | Christoph Schnider      | 10     |
| 130. | Ivan Margaroli          | 10     |
| 131. | Franz Göring            | 8      |
| 132. | Nejc Brodar             | 8      |
| 133. | Andrey Schlyundikov     | 8      |
| 134. | Mirko Rigoni            | 7      |
| 135. | Jean-Marc Gaillard      | 7      |
| 136. | Dmitri Jerjomenko       | 7      |
| 137. | Karl Gunnar Skjønsfjell | 7      |
| 138. | Sami Jauhojärvi         | 7      |
| 139. | Christian Stebler       | 7      |
| 140. | Dmitriy Osinkin         | 6      |
| 141. | Øystein Pettersen       | 6      |
| 142. | Teemu Kattilakoski      | 5      |
| 143. | Juha Lallukka           | 5      |
| 144. | Aivar Rehemaa           | 4      |
| 145. | Fabio Pasini            | 3      |
| 145. | Oskar Svärd             | 3      |
| 147. | Hiroyuki Imai           | 2      |
| 148. | Tero Similä             | 2      |
| 149. | Valerio Theodule        | 2      |
| 150. | Diego Ruiz              | 2      |
| 151. | Sami Repo               | 1      |
| 152. | Roddy Darragon          | 1      |

| Rang | Name                | Punkte |
| ---- | ------------------- | ------ |
| 1    | Thobias Fredriksson | 410    |
| 2    | Jens Arne Svartedal | 381    |
| 3    | Håvard Bjerkeli     | 337    |
| 4    | Tor Arne Hetland    | 296    |
| 5    | Peter Larsson       | 270    |
| 6    | John Kristian Dahl  | 237    |
| 7    | Janusz Krężelok     | 226    |
| 8    | Jörgen Brink        | 212    |
| 9    | Björn Lind          | 211    |
| 10   | Anders Högberg      | 191    |

| Rang | Name                  | Punkte |
| ---- | --------------------- | ------ |
| 1    | René Sommerfeldt      | 902    |
| 2    | Mathias Fredriksson   | 569    |
| 3    | Frode Estil           | 558    |
| 4    | Axel Teichmann        | 495    |
| 5    | Tobias Angerer        | 488    |
| 6    | Andrus Veerpalu       | 465    |
| 7    | Fulvio Valbusa        | 439    |
| 8    | Anders Södergren      | 434    |
| 9    | Lukáš Bauer           | 420    |
| 10   | Pietro Piller Cottrer | 411    |

## Frauen

### Podestplätze
| Datum      | Austragungsort                    | Disziplin                   | Sieger                                                                                       | Zweiter                                                                          | Dritter                                                                                     | Gelbes Trikot           |
| ---------- | --------------------------------- | --------------------------- | -------------------------------------------------------------------------------------------- | -------------------------------------------------------------------------------- | ------------------------------------------------------------------------------------------- | ----------------------- |
| 25.10.2003 | Düsseldorf                        | Sprint Freistil             | Gabriella Paruzzi                                                                            | Aljona Sidko                                                                     | Jewgenija Chachina                                                                          | Gabriella Paruzzi       |
| 26.10.2003 | Düsseldorf                        | Teamsprint Freistil         | Norwegen IHilde Gjermundshaug Pedersen Marit Bjørgen                                         | Deutschland IUschi Disl Claudia Künzel                                           | Russland IAljona Sidko Jewgenija Chachina                                                   | Gabriella Paruzzi       |
| 22.11.2003 | Beitostølen                       | 10 km Freistil              | Kristina Šmigun                                                                              | Walentyna Schewtschenko                                                          | Claudia Künzel                                                                              | Gabriella Paruzzi       |
| 23.11.2003 | Beitostølen                       | 4 × 5 km Staffel            | Norwegen IVibeke Skofterud Hilde Gjermundshaug Pedersen Kristin Størmer Steira Marit Bjørgen | DeutschlandManuela Henkel Stefanie Böhler Claudia Künzel Evi Sachenbacher        | RusslandJewgenija Chachina Aljona Sidko Jekatarina Woronzowa Olga Sawjalowa                 | Gabriella Paruzzi       |
| 28.11.2003 | Kuusamo                           | 10 km klassisch             | Walentyna Schewtschenko                                                                      | Vibeke Skofterud                                                                 | Kristina Šmigun                                                                             | Gabriella Paruzzi       |
| 29.11.2003 | Kuusamo                           | 15 km Skiathlon             | Kristina Šmigun                                                                              | Olga Sawjalowa                                                                   | Evi Sachenbacher                                                                            | Kristina Šmigun         |
| 06.12.2003 | Toblach                           | 15 km Freistil Massenstart  | Kristina Šmigun                                                                              | Walentyna Schewtschenko                                                          | Claudia Künzel                                                                              | Kristina Šmigun         |
| 07.12.2003 | Toblach                           | Teamsprint Freistil         | Norwegen IHilde Gjermundshaug Pedersen Marit Bjørgen                                         | Deutschland IEvi Sachenbacher Claudia Künzel                                     | Italien IIKarin Moroder Cristina Kelder                                                     | Kristina Šmigun         |
| 13.12.2003 | Davos                             | 10 km klassisch             | Walentyna Schewtschenko                                                                      | Virpi Kuitunen                                                                   | Gabriella Paruzzi                                                                           | Walentyna Schewtschenko |
| 14.12.2003 | Davos                             | 4 × 5 km Staffel            | Norwegen IVibeke Skofterud Marit Bjørgen Kristin Mürer Stemland Hilde Gjermundshaug Pedersen | DeutschlandStefanie Böhler Manuela Henkel Claudia Künzel Evi Sachenbacher        | Russland ILarissa Nikolajewna Kurkina Lilija Wassiljewa Jekatarina Woronzowa Olga Sawjalowa | Walentyna Schewtschenko |
| 16.12.2003 | Val di Fiemme (Ersatz für Asiago) | Sprint klassisch            | Marit Bjørgen                                                                                | Anna Dahlberg                                                                    | Manuela Henkel                                                                              | Walentyna Schewtschenko |
| 20.12.2003 | Ramsau                            | 10 km Freistil              | Kateřina Neumannová                                                                          | Kristina Šmigun                                                                  | Gabriella Paruzzi                                                                           | Kristina Šmigun         |
| 21.12.2003 | Ramsau                            | 15 km Skiathlon             | Kristina Šmigun                                                                              | Walentyna Schewtschenko                                                          | Claudia Künzel                                                                              | Kristina Šmigun         |
| 06.01.2004 | Falun                             | 15 km Skiathlon             | Kateřina Neumannová                                                                          | Gabriella Paruzzi                                                                | Kristina Šmigun                                                                             | Kristina Šmigun         |
| 10.01.2004 | Otepää                            | 15 km klassisch Massenstart | Claudia Künzel                                                                               | Kristina Šmigun                                                                  | Hilde Gjermundshaug Pedersen                                                                | Kristina Šmigun         |
| 11.01.2004 | Otepää                            | 4 × 5 km Staffel            | NorwegenVibeke Skofterud Hilde Gjermundshaug Pedersen Kristin Størmer Steira Marit Bjørgen   | DeutschlandManuela Henkel Viola Bauer Evi Sachenbacher Claudia Künzel            | Finnland IKirsi Välimaa Aino-Kaisa Saarinen Riikka Sarasoja Virpi Kuitunen                  | Kristina Šmigun         |
| 17.01.2004 | Nové Město                        | 10 km klassisch             | Gabriella Paruzzi                                                                            | Claudia Künzel                                                                   | Kateřina Neumannová                                                                         | Kristina Šmigun         |
| 18.01.2004 | Nové Město                        | Sprint Freistil             | Marit Bjørgen                                                                                | Virpi Kuitunen                                                                   | Pirjo Manninen                                                                              | Kristina Šmigun         |
| 25.01.2004 | Val di Fiemme                     | 70 km klassisch Massenstart | Gabriella Paruzzi                                                                            | Walentyna Schewtschenko                                                          | Manuela Henkel                                                                              | Kristina Šmigun         |
| 06.02.2004 | La Clusaz                         | 10 km Freistil              | Kateřina Neumannová                                                                          | Julija Tschepalowa                                                               | Sabina Valbusa                                                                              | Kristina Šmigun         |
| 07.02.2004 | La Clusaz                         | 4 × 5 km Staffel            | RusslandLarissa Nikolajewna Kurkina Lilija Wassiljewa Jekatarina Woronzowa Olga Sawjalowa    | DeutschlandManuela Henkel Viola Bauer Anke Reschwamm Schulze Claudia Künzel      | ItalienMarianna Longa Gabriella Paruzzi Antonella Confortola Sabina Valbusa                 | Kristina Šmigun         |
| 14.02.2004 | Oberstdorf                        | 15 km Skiathlon             | Julija Tschepalowa                                                                           | Hilde Gjermundshaug Pedersen                                                     | Olga Sawjalowa                                                                              | Kristina Šmigun         |
| 15.02.2004 | Oberstdorf                        | Teamsprint Freistil         | Norwegen IHilde Gjermundshaug Pedersen Marit Bjørgen                                         | Deutschland IEvi Sachenbacher Claudia Künzel                                     | Deutschland IIIManuela Henkel Isabel Klaus                                                  | Kristina Šmigun         |
| 18.02.2004 | Stockholm                         | Sprint klassisch            | Marit Bjørgen                                                                                | Anna Dahlberg                                                                    | Ella Gjømle                                                                                 | Kristina Šmigun         |
| 21.02.2004 | Umeå                              | 10 km klassisch             | Kateřina Neumannová                                                                          | Hilde Gjermundshaug Pedersen                                                     | Marit Bjørgen                                                                               | Gabriella Paruzzi       |
| 22.02.2004 | Umeå                              | 4 × 5 km Staffel            | Norwegen IVibeke Skofterud Marit Bjørgen Kristin Størmer Steira Hilde Gjermundshaug Pedersen | Russland ILarissa Kurkina Olga Sawjalowa Jekatarina Woronzowa Julija Tschepalowa | Finnland IAino-Kaisa Saarinen Satu Salonen Riikka Sarasoja Kati Venäläinen                  | Gabriella Paruzzi       |
| 24.02.2004 | Trondheim (Ersatz für Linz)       | Sprint Freistil             | Marit Bjørgen                                                                                | Evi Sachenbacher                                                                 | Claudia Künzel                                                                              | Gabriella Paruzzi       |
| 26.02.2004 | Drammen                           | Sprint klassisch            | Marit Bjørgen                                                                                | Virpi Kuitunen                                                                   | Elina Hietamäki                                                                             | Gabriella Paruzzi       |
| 28.02.2004 | Oslo                              | 30 km Freistil              | Julija Tschepalowa                                                                           | Sabina Valbusa                                                                   | Walentyna Schewtschenko                                                                     | Gabriella Paruzzi       |
| 05.03.2004 | Lahti                             | Sprint Freistil             | Marit Bjørgen                                                                                | Gabriella Paruzzi                                                                | Anna Dahlberg                                                                               | Gabriella Paruzzi       |
| 06.03.2004 | Lahti                             | Teamsprint klassisch        | Norwegen IElla Gjømle Hilde Gjermundshaug Pedersen                                           | Finnland IElina Hietamäki Pirjo Manninen                                         | Russland Larissa Kurkina Olga Sawjalowa                                                     | Gabriella Paruzzi       |
| 07.03.2004 | Lahti                             | 10 km klassisch             | Virpi Kuitunen                                                                               | Gabriella Paruzzi                                                                | Olga Sawjalowa                                                                              | Gabriella Paruzzi       |
| 12.03.2004 | Pragelato                         | Sprint Freistil             | Marit Bjørgen                                                                                | Beckie Scott                                                                     | Elina Hietamäki                                                                             | Gabriella Paruzzi       |
| 13.03.2004 | Pragelato                         | 15 km Freistil              | Sabina Valbusa                                                                               | Julija Tschepalowa                                                               | Kateřina Neumannová                                                                         | Gabriella Paruzzi       |

### Verlauf Disziplinweltcups

#### Sprint
| Datum      | Ort           | Disziplin        | Rennsieger        | Rotes Trikot      |
| ---------- | ------------- | ---------------- | ----------------- | ----------------- |
| 25.10.2003 | Düsseldorf    | Sprint Freistil  | Gabriella Paruzzi | Gabriella Paruzzi |
| 16.12.2003 | Val di Fiemme | Sprint klassisch | Marit Bjørgen     | Marit Bjørgen     |
| 18.01.2004 | Nové Město    | Sprint Freistil  | Marit Bjørgen     | Marit Bjørgen     |
| 18.02.2004 | Stockholm     | Sprint klassisch | Marit Bjørgen     | Marit Bjørgen     |
| 24.02.2004 | Trondheim     | Sprint Freistil  | Marit Bjørgen     | Marit Bjørgen     |
| 26.02.2004 | Drammen       | Sprint klassisch | Marit Bjørgen     | Marit Bjørgen     |
| 05.03.2004 | Lahti         | Sprint Freistil  | Marit Bjørgen     | Marit Bjørgen     |
| 12.03.2004 | Pragelato     | Sprint Freistil  | Marit Bjørgen     | Marit Bjørgen     |

#### Distanz
| Datum      | Ort           | Disziplin                   | Rennsieger              | Rotes Trikot            |
| ---------- | ------------- | --------------------------- | ----------------------- | ----------------------- |
| 22.11.2003 | Beitostølen   | 10 km Freistil              | Kristina Šmigun         | Kristina Šmigun         |
| 28.11.2003 | Kuusamo       | 10 km klassisch             | Walentyna Schewtschenko | Walentyna Schewtschenko |
| 29.11.2003 | Kuusamo       | 15 km Skiathlon             | Kristina Šmigun         | Kristina Šmigun         |
| 06.12.2003 | Toblach       | 15 km Freistil Massenstart  | Kristina Šmigun         | Kristina Šmigun         |
| 13.12.2003 | Davos         | 10 km klassisch             | Walentyna Schewtschenko | Walentyna Schewtschenko |
| 20.12.2003 | Ramsau        | 10 km Freistil              | Kateřina Neumannová     | Kristina Šmigun         |
| 21.12.2003 | Ramsau        | 15 km Skiathlon             | Kristina Šmigun         | Kristina Šmigun         |
| 06.01.2004 | Falun         | 15 km Skiathlon             | Kateřina Neumannová     | Kristina Šmigun         |
| 10.01.2004 | Otepää        | 15 km klassisch Massenstart | Claudia Künzel          | Kristina Šmigun         |
| 17.01.2004 | Nové Město    | 10 km klassisch             | Gabriella Paruzzi       | Kristina Šmigun         |
| 25.01.2004 | Val di Fiemme | 70 km klassisch Massenstart | Gabriella Paruzzi       | Kristina Šmigun         |
| 06.02.2004 | La Clusaz     | 10 km Freistil              | Kateřina Neumannová     | Kristina Šmigun         |
| 14.02.2004 | Oberstdorf    | 15 km Skiathlon             | Julija Tschepalowa      | Kristina Šmigun         |
| 21.02.2004 | Umeå          | 10 km klassisch             | Kateřina Neumannová     | Kristina Šmigun         |
| 28.02.2004 | Oslo          | 30 km Freistil              | Julija Tschepalowa      | Walentyna Schewtschenko |
| 07.03.2004 | Lahti         | 10 km klassisch             | Virpi Kuitunen          | Walentyna Schewtschenko |
| 13.03.2004 | Pragelato     | 15 km Freistil              | Sabina Valbusa          | Walentyna Schewtschenko |

### Wertungen
| Rang | Name                         | Punkte |
| ---- | ---------------------------- | ------ |
| 1    | Gabriella Paruzzi            | 1228   |
| 2    | Marit Bjørgen                | 1139   |
| 3    | Walentyna Schewtschenko      | 983    |
| 4    | Hilde Gjermundshaug Pedersen | 856    |
| 5    | Kristina Šmigun              | 853    |
| 6    | Virpi Kuitunen               | 848    |
| 7    | Claudia Künzel               | 762    |
| 8    | Olga Sawjalowa               | 664    |
| 9    | Kateřina Neumannová          | 629    |
| 10   | Sabina Valbusa               | 554    |
| 11   | Evi Sachenbacher             | 504    |
| 12   | Julija Tschepalowa           | 460    |
| 13   | Vibeke Skofterud             | 437    |
| 14   | Aino-Kaisa Saarinen          | 435    |
| 15   | Anna Dahlberg                | 421    |
| 16   | Beckie Scott                 | 386    |
| 17   | Larissa Kurkina              | 357    |
| 18   | Manuela Henkel               | 329    |
| 19   | Elina Pienimäki              | 282    |
| 20   | Aljona Sidko                 | 249    |
| 21   | Elin Ek                      | 248    |
| 22   | Jekaterina Woronzowa         | 240    |
| 23   | Petra Majdič                 | 228    |
| 24   | Kristin Mürer Stemland       | 228    |
| 25   | Kirsi Välimaa                | 208    |
| 26   | Antonella Confortola         | 179    |
| 27   | Kristin Størmer Steira       | 177    |
| 28   | Sara Renner                  | 164    |
| 29   | Satu Salonen                 | 163    |
| 30   | Oxana Jazkaja                | 158    |
| 31   | Emelie Öhrstig               | 157    |
| 32   | Pirjo Muranen                | 146    |
| 33   | Sumiko Yokoyama              | 143    |
| 34   | Cristina Kelder              | 142    |

| Rang | Name                           | Punkte |
| ---- | ------------------------------ | ------ |
| 35   | Ingrid Narum                   | 141    |
| 36   | Arianna Follis                 | 135    |
| 37   | Isabel Klaus                   | 135    |
| 38   | Ella Gjømle                    | 134    |
| 39   | Kine Beate Bjørnås             | 134    |
| 40   | Lilija Wassiljewa              | 124    |
| 41   | Stefanie Böhler                | 118    |
| 42   | Kirsi Perälä                   | 110    |
| 43   | Viola Bauer                    | 105    |
| 44   | Swetlana Nageikina             | 100    |
| 45   | Kati Sundqvist                 | 91     |
| 46   | Justyna Kowalczyk              | 88     |
| 47   | Evgenia Hahina                 | 86     |
| 48   | Marit Roaldseth                | 85     |
| 49   | Anke Reschwamm-Schulze         | 82     |
| 50   | Magda Genuin                   | 81     |
| 51   | Riikka Sarasoja-Lilja          | 80     |
| 52   | Laurence Rochat                | 72     |
| 53   | Swetlana Malachowa-Schischkina | 70     |
| 54   | Annmari Viljanmaa              | 66     |
| 55   | Marianna Longa                 | 64     |
| 56   | Karin Moroder                  | 63     |
| 57   | Madoka Natsumi                 | 59     |
| 58   | Irina Khazova                  | 53     |
| 59   | Uschi Disl                     | 50     |
| 60   | Mariana Handler                | 42     |
| 61   | Aurélie Storti                 | 38     |
| 62   | Cristina Paluselli             | 36     |
| 63   | Inga Perminova                 | 34     |
| 64   | Mona-Liisa Malvalehto          | 33     |
| 65   | Jenny Olsson                   | 32     |
| 66   | Chizuru Soneta                 | 31     |
| 67   | Karine Laurent Philippot       | 28     |
| 68   | Lina Andersson                 | 27     |

| Rang | Name                      | Punkte |
| ---- | ------------------------- | ------ |
| 69   | Nicole Fessel             | 24     |
| 70   | Kamila Rajdlová           | 23     |
| 71   | Wiktoryia Lapazina        | 22     |
| 72   | Unni Ødegård              | 22     |
| 73   | Sofia Domeij              | 22     |
| 74   | Lara Peyrot               | 18     |
| 75   | Seraina Mischol           | 15     |
| 76   | Wera Sjatikowa            | 15     |
| 77   | Dorota Dziadkowiec-Michon | 14     |
| 78   | Eugenia Bitchougova       | 13     |
| 79   | Natascia Leonardi Cortesi | 13     |
| 80   | Wendy Kay Wagner          | 12     |
| 81   | Andreja Mali              | 12     |
| 82   | Viviana Druidi            | 11     |
| 83   | Minna Apajalahti          | 8      |
| 84   | Élodie Bourgeois-Pin      | 8      |
| 85   | Natalja Sjatikowa         | 8      |
| 86   | Ida Ingemarsdotter        | 7      |
| 87   | Helena Balatková          | 6      |
| 88   | Ine Wigernæs              | 6      |
| 89   | Ivana Janečková           | 6      |
| 90   | Marina Abdukhalikova      | 6      |
| 91   | Marjo Loukkola            | 6      |
| 92   | Anna Santer               | 5      |
| 93   | Andrea Huber              | 4      |
| 94   | Nobuko Fukuda             | 3      |
| 95   | Sigrid Aas                | 3      |
| 96   | Rebecca Dussault          | 3      |
| 97   | Masako Ishida             | 2      |
| 98   | Anja Veum                 | 2      |
| 99   | Walentina Nowikowa        | 2      |
| 100  | Ulrica Persson            | 2      |
| 101  | Guro Strøm Solli          | 1      |
| 102  | Daria Starostina          | 1      |

| Rang | Name                         | Punkte |
| ---- | ---------------------------- | ------ |
| 1    | Marit Bjørgen                | 745    |
| 2    | Gabriella Paruzzi            | 358    |
| 3    | Anna Dahlberg                | 330    |
| 4    | Virpi Kuitunen               | 305    |
| 5    | Elina Hietamäki              | 268    |
| 6    | Beckie Scott                 | 229    |
| 7    | Aino-Kaisa Saarinen          | 205    |
| 8    | Hilde Gjermundshaug Pedersen | 200    |
| 9    | Manuela Henkel               | 189    |
| 10   | Claudia Künzel               | 175    |

| Rang | Name                         | Punkte |
| ---- | ---------------------------- | ------ |
| 1    | Walentyna Schewtschenko      | 983    |
| 2    | Gabriella Paruzzi            | 870    |
| 3    | Kristina Šmigun              | 839    |
| 4    | Hilde Gjermundshaug Pedersen | 656    |
| 5    | Olga Sawjalowa               | 625    |
| 6    | Claudia Künzel               | 587    |
| 7    | Virpi Kuitunen               | 543    |
| 8    | Kateřina Neumannová          | 542    |
| 9    | Sabina Valbusa               | 527    |
| 10   | Julija Tschepalowa           | 460    |

## Nationencup
| Rang | Land        | Punkte |
| ---- | ----------- | ------ |
| 1    | Norwegen    | 9915   |
| 2    | Deutschland | 7452   |
| 3    | Italien     | 6552   |
| 4    | Russland    | 5572   |
| 5    | Schweden    | 5347   |
| 6    | Finnland    | 3889   |
| 7    | Estland     | 2228   |
| 8    | Tschechien  | 1576   |
| 9    | Kasachstan  | 1284   |
| 10   | Frankreich  | 1172   |

| Rang | Land        | Punkte |
| ---- | ----------- | ------ |
| 1    | Norwegen    | 5130   |
| 2    | Deutschland | 4146   |
| 3    | Schweden    | 3840   |
| 4    | Italien     | 3263   |
| 5    | Russland    | 2245   |
| 6    | Estland     | 1311   |
| 7    | Tschechien  | 892    |
| 8    | Frankreich  | 855    |
| 9    | Finnland    | 668    |
| 10   | Kasachstan  | 638    |

| Rang | Land        | Punkte |
| ---- | ----------- | ------ |
| 1    | Norwegen    | 4785   |
| 2    | Russland    | 3327   |
| 3    | Deutschland | 3306   |
| 4    | Italien     | 3289   |
| 5    | Finnland    | 3221   |
| 6    | Schweden    | 1507   |
| 7    | Ukraine     | 993    |
| 8    | Estland     | 917    |
| 9    | Tschechien  | 684    |
| 10   | Kasachstan  | 646    |